# Michael Just
Michael Just (* 1979 in Frankfurt am Main) ist ein deutscher interdisziplinärer Künstler.

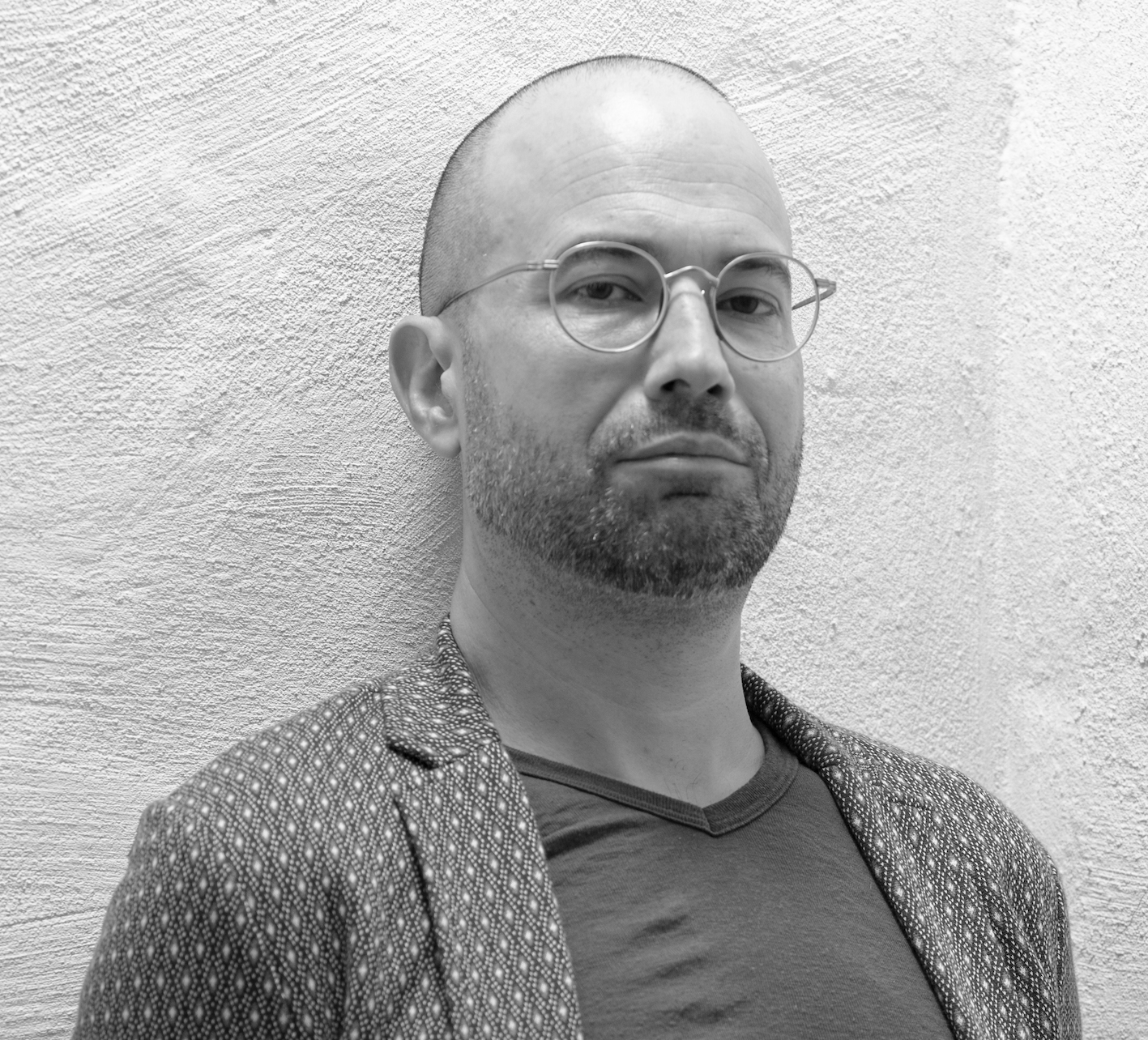
Michael Just, 2023

## Biographie
Michael Just studierte von 2000 bis 2007 an der Kunstakademie Düsseldorf und schloss dort das Studium als Meisterschüler von Daniel Buren mit Diplom (MA) ab. Von 2004 bis 2006 war er Assistent von Daniel Buren. Im Rahmen des Studiums arbeitete er ebenfalls mit Elia Zenghelis (Architektur) und Hubert Kiecol (Integration Bildende Kunst / Architektur).
Er studierte von 2007 bis 2009 mit einem DAAD Postgraduiertenstipendium und dem EHF-Stipendium der Konrad-Adenauer-Stiftung an der University of London, Goldsmiths, und schloss dort mit dem MFA Art Practice ab. Von 2010 bis 2012 lebte er in New York City, zwischen 2010 und 2011 war er dort Teilnehmer am Whitney Museum of American Art Independent Study Program.
Michael Just ist aktuell Doktorand an der City University of Hong Kong, School of Creative Media. Er ist 2024 Visiting Researcher an der TU Delft, Fakultät für Architektur, Ecologies of Architecture Research Group.
Seit 2023 ist Michael Just Teil des Steering Committee von DigitalFUTURES, einer internationalen Organisation zur Entwicklung neuer Methoden der Integration und Lehre von Architektur, Philosophie, Kunst, Neurowissenschaften, künstliche Intelligenz und digitale Medien. Er hatte dort 2023 den Vorsitz der Jury des Mark Cousins Theory Award.
Michael Just lehrt aktuell in Teilzeit an der Hong Kong Baptist University, Academy of Visual Arts. Er gründete und führt seit 2008 ein Studio in Berlin-Kreuzberg, oft in Zusammenarbeit mit internationalen Assistenten und Studierenden. Er lebt und arbeitet in Berlin, Hong Kong und im Südburgenland.

## Künstlerische Arbeit
Die Arbeit von Michael Just setzte sich früh mit öffentlichem Raum, Architektur, Urbanistik und Design im Sinne einer relationalen Praxis auseinander. Als sozial engagierte künstlerische Praxis liegt der Schwerpunkt seiner Arbeit auf der Frage, wie Kunst neue Beziehungen und damit eine transformative Kraft innerhalb der Gesellschaft ermöglichen kann. Dieser Ansatz versteht sich dezidiert postanthropozentrisch wie auch postkolonial und entwirft künstlerische Methoden und Modelle der Integration und Koexistenz diverser Formen von Kognition und Intelligenz, biologisch und technologisch, über verschiedenste Substrate und Zeitspannen hinweg. Seine Arbeit ist primär konstituiert in Form interdisziplinärer Zusammenarbeit und fällt oftmals in den Bereich künstlerische Forschung, insofern diese verstanden werden kann als die Übertragbarkeit und Anwendbarkeit von mit künstlerischen Methoden systematisch gewonnenen Erkenntnissen auf unterschiedlichste wissenschaftliche Disziplinen.
In ihrer primären Orientierung als transformative Wissensproduktion integriert die Arbeit von Michael Just Pädagogik ebenso wie die Gestaltung deren Institutionen als spezifische Form künstlerischer Praxis, Architektur, wie auch Medizin als soziale Regeneration und Reparatur.

## Lehre (Auswahl)
Michael Just hat seit 2004 an Universitäten und Kunsthochschulen gelehrt. Er hat an Konferenzen zu Methoden künstlerischer Lehre und Forschung teilgenommen und dazu wiederholt publiziert. Aktuell bspw. im Rahmen der CAMP Notes on Education, documenta fifteen. Michael Just hat unter anderem an folgenden Institutionen unterrichtet: Kunstakademie Düsseldorf (2004–2006, mit Daniel Buren), Goldsmiths, University of London (2008, Teaching Assistant), Accademia di Belle Arti Napoli (2010), Art Center College of Design, Pasadena (2012), Texas Christian University, Fort Worth (2015), Central Academy of Fine Arts, Beijing (2017), China Academy of Art, School of Design and Innovation, Hangzhou (2020), Hong Kong Baptist University, Academy of Visual Arts (2023–2024).

## Ausstellungen und Sammlungen (Auswahl)
Werke von Michael Just wurden international in Einzel- und Gruppenausstellungen gezeigt: Avenir de Villes / Future for Cities (Site Alstom, Nancy, 2005), A y regarder de près (Mrac Occitanie, Sérignan, 2005), Counterpoints (Benaki-Museum, Athen, 2005), Experience Pommery #4: L'Emprise du Lieu (Domaine Pommery, Reims, 2007), Believe Me! (Kunst im Tunnel, Düsseldorf, 2008), ONE TWO X YOU, (SOUTERRAIN Berlin), Bloomberg Newcontemporaries (Cornerhouse, Manchester / A Foundation, London, 2009), PAN Studios 2010 (Palazzo delle Arti Napoli, 2010), Informal Relations (Indianapolis Museum of Art, 2010), Whitney Museum of American Art Independent Study Program Studio Program Exhibition 2011, Surface Meanings (Artisanal House, New York City, 2013), Checkpoint California (Deutsche Bank KunstHalle, 2015), MMCA Residents (MMCA Seoul, 2018), Youngtoyoung 2020 (China Academy of Art, 2020), 60 Days of Lockdown (Luxelakes A4 Museum, Chengdu), Beyond Smart Cities (Massachusetts Institute of Technology Hong Kong Innovation Node, 2022), Rivers: Jugular Veins of Empire (University of the Arts, London, 2022), Vestiges of the Future (Narbo Via, Narbonne, 2023).
Arbeiten von ihm sind in Museen und Sammlungen in Nordamerika, Europa und Asien vertreten. Beispiele beinhalten: Mrac Occitanie, Sérignan, Benaki-Museum, Athen, Vranken-Pommery, Reims, Palazzo delle Arti Napoli, Indianapolis Museum of Art, Peppermint Holding, Berlin, Sammlung Peter und Alison Klein, Nussdorf-Eberdingen, Nationalbank, Essen, Luxelakes A4 Art Museum, Chengdu, KNPZ Rechtsanwälte, Hamburg.

## Auszeichnungen (Auswahl)
Förderungen, Preise und Stipendien beinhalten: EHF-Stipendium, Konrad-Adenauer-Stiftung, 2007, DAAD Postgraduiertenstipendium, 2007, PAN Studios, Palazzo delle Arti Napoli, 2010, Villa Aurora, Los Angeles, 2012, MMCA Residenz, National Museum of Modern and Contemporary Art Seoul, 2018.

## Werkdokumentation, Literatur und Publikationen (Auswahl)

### Kataloge
- 12. Kreiskulturwoche Rhein-Neckar-Kreis: Natur und Umwelt als Themen der Kunst heute, Landratsamt Rhein-Neckar-Kreis, 2000, ISBN 3-932102-06-1

- Avenir de Villes / Future for Cities, Editions du Moniteur, Nancy, 2005, ISBN 2-281-19268-7

- Counterpoints, Benaki-Museum / J.F. Costopoulos Foundation / incontri internazionale d'arte, Athen, 2005
- Art Up!: Junge Kunst aus deutschen Akademien, Kunstverein Düren, 2005
- A Sérignan, Contre toute logique...15 ans d'art contemporain, Somogy Editions d'Art, 2006, ISBN 2-7572-0038-0
- Annual Report 2005, TÜV-Media GmbH, Köln, 2006
- Experience Pommery #4: L'Emprise du Lieu, Beaux Arts Magazine, Paris, 2007, ISBN 2-84278-538-X
- Michael Just: Work 2000–2007, Kunstakademie Düsseldorf, 2007
- Believe Me! Bildhauerei zwischen Sein und Schein, Lido – Das Magazin von Kunst im Tunnel, Düsseldorf, 2008[33]
- Goldsmiths MFA 2009, Goldsmiths, University of London, 2009
- Bloomberg Newcontemporaries 2009, New Contemporaries, London, 2009, ISBN 978-0-9540848-9-9
- Michael Just, The Catlin Guide, Catlin Art, London, 2010
- Checkpoint California, Villa Aurora e.V., DISTANZ Verlag, 2015, ISBN 978-3-95476-111-1
- What's Done Cannot Be Undone, CYDONIA Gallery, Dallas, TX, 2015
- MMCA Residency Annual Report 2018, National Museum of Modern and Contemporary Art MMCA Seoul, 2018, ISBN 978-89-6303-212-2
- Beyond Smart Cities, MIT Hong Kong Innovation Node / MIT City Science / MIT Media Lab, Hong Kong, 2022[34]
- Vestiges du Futur, Narbo Via: Parcours d'Art Contemporain, Narbonne, 2023[35]

### Artikel und Medien
- Emules de Buren à Sérignan, Midi Plus, 8. September 2005
- Daniel Buren: „Mieux vaut le qualitatif au quantitatif“, L'Hérault du Jour, 4. September 2005
- De jeunes créateurs en libre excès, Hérault Juridique & Economique, 14. September 2005
- ΕΛΕΥΘΕΡΟΤΥΠΙΑ, Απο σημερα η εκδεση 5 νεων καλλιτεχνων οτο Μπενακη “Αντιστιξειζ” στο Μουσειο, Benaki-Museum, Athen, 4. Dezember 2005[36]
- Fassio, Bertrand: Il se passe toujours quelque chose a Sérignan, Gazette Economique & Culturelle, 26. September 2006
- Funken, Peter: AAAAAAAAAAAAAAAAAGH! (war face): Überlegungen zu einer neuen Skulptur von Michael Just, Lido – Das Magazin von Kunst im Tunnel, Düsseldorf, 2008

- Kröner, Magdalena: Believe Me!, Kunstforum International 190, S. 324–327, 2008, ISBN 978-3-8030-3323-9
- Sebastian, Klaus: Im Tunnelschlund, Rheinische Post 25. Januar 2008
- Junge Bildhauer zwischen Sein und Schein, Wetzlaer Neue Zeitung, 27. Januar 2008
- Meister, Helga: Kontrast von Schein und Sein, Westdeutsche Zeitung, 30. Januar 2008[37]
- Van Treeck, Timo: Im Kunsttunnel brennt Licht, Rheinische Post, 22. März 2008
- Believe me! – KIT Kunst im Tunnel / Düsseldorf, Germany, Vernissage.tv – The Window to the Art World, 7. Februar 2008[38]
- Sokhan, Alena: Grasping at the Present at Eigen+Art Lab, Berlin Art Link, 29. Oktober 2014
- Camplin, Todd: Michael Just at CYDONIA, Moderndallas.net, 30. Januar 2015
- Smart, Jennifer: On the Circular Nature of History: Michael Just at CYDONIA, Arts and Culture Texas, Dallas, TX, 31. Januar 2015[39]
- Ruthe, Ingeborg: Kunstgrüße aus Feuchtwangers Villa Aurora, Berliner Zeitung, 12. Juni 2015
- Hohmann, Angela: Sonniges Schloss am Meer, Berliner Morgenpost, 13. Juni 2015
- Federl, Fabian: 20 Jahre Villa Aurora: Ein Bett in der Fremde, Tagesspiegel, Berlin, 14. Juni 2015
- Frese, Alfons: Herzklappe aus Textilien, Tagesspiegel, Berlin, 8. Februar 2016[40]
- Peschel, Sabine: Erst Berlin, dann Peking: Austauschprojekt „Kunst gemeinsam gestalten!“, CIIC China Internet Information Center, 8. August 2016
- Rickels, Laurence A.: Checkpoint California in Der integrierte Vampir (und was damit zusammenhängt), Passagen Verlag, Wien, 2017, ISBN 978-3-7092-0257-9

### Beispiele für Publikationen von Michael Just
- Just, Michael: Notes on Autonomy, Experience Pommery #4: L'Emprise du Lieu, Beaux Arts Magazine, Paris, 2007, ISBN 2-84278-538-X
- Just, Michael: Consent, Antagonism and Similar Contingencies: A Multi-Dialectical Approach to Relational Aesthetics, MFA 2009, Goldsmiths, University of London, S. 60–79, 2009[41]
- Just, Michael: Transformation, Manufacturing and the Productive Forces of Knowledge and Language: A Temporary Socio-Economic System for the Distribution of Meaning, Gazzetta PAN Studios 2010, S. 32–44, 2010[42]
- Just, Michael: Towards a Pedagogy of Autonormativity, CAMP Notes on Education, documenta fifteen, Kassel, 2022[43]